# Tityus michelii
Espèce
Tityus michelii est une espèce de scorpions de la famille des Buthidae.

## Distribution
Cette espèce est endémique de Porto Rico. Elle se rencontre vers la forêt d'État de Guánica.

## Étymologie
Cette espèce est nommée en l'honneur de Julio Micheli.

## Publication originale
- Armas, 1982 : « Adiciones a las escorpiofaunas (Arachnida: Scorpiones) de Puerto Rico y Republica Dominicana. » Poeyana, no 237, p. 1-25.